# Tilia chinensis
Tilia chinensis Maxim. – gatunek drzewa z rodziny ślazowatych. Występuje naturalnie w Chinach – w prowincjach Gansu, Henan, Hubei, Shaanxi, Syczuan oraz Junnan. Gatunek o dużej zmienności morfologicznej.

## Morfologia
PokrójZrzucające liście drzewo dorastające do 20–30 m wysokości.
LiścieBlaszka liściowa ma owalnie okrągły kształt. Mierzy 7–13 cm długości oraz 6–9 cm szerokości, ma nasadę od ściętej do sercowatej i wierzchołek od ostrego do spiczastego. Ogonek liściowy jest owłosiony (u odmiany investita – nagi), o długości 30–80 mm. Unerwienie – 7-9 par bocznych nerwów, u odmiany chinensis równomiernie rozmieszczonych pod kątem 25-30°. Brzeg liścia – u podstawy cały (często do 1/3 długości blaszki), dalej piłkowany o ząbkach zróżnicowanej wielkości. Górna powierzchnia – ciemnozielona, początkowo owłosiona, potem naga (var. chinensis) lub jaśniej ubarwiona i naga. Dolna powierzchnia – bladoszarawozielona, pokryta szarym lub bladoszarym kutnerem gwiaździstych włosów, u odmiany investita owłosiona tylko wzdłuż niektórych nerwów i w ich pachwinach.
KwiatyZebrane po 3-7 w wierzchotkach wyrastających z kątów eliptycznych podsadek o długości 4–9 cm. Mają 5 działki kielicha o lancetowatym kształcie. Płatków jest 5, mają odwrotnie jajowaty kształt i osiągają do 8–9 mm długości. Pręcików jest od 30 do 45, prątniczków 5, prawie równych wielkością płatkom.
OwocOrzeszki elipsoidalne lub niemal kuliste, o długości 8-14 mm, średnicy 7-9 mm.

## Biologia i ekologia
Rośnie w lasach. Występuje na wysokości od 1800 do 3100 m n.p.m.